# Helmisaari (ö i Norra Karelen)
Helmisaari är en ö i Finland. Den ligger i sjön Alusvesi och i kommunen Joensuu i den ekonomiska regionen  Joensuu ekonomiska region  och landskapet Norra Karelen, i den sydöstra delen av landet, 400 km nordost om huvudstaden Helsingfors. Öns största längd är 60 meter i öst-västlig riktning.